# Xyrias multiserialis
Xyrias multiserialis är en fiskart som först beskrevs av Norman, 1939.  Xyrias multiserialis ingår i släktet Xyrias och familjen Ophichthidae. Inga underarter finns listade i Catalogue of Life.